# Helicia
Helicia es un género de árboles perteneciente a la familia Proteaceae. Se encuentra en el Sudeste de Asia.

## Taxonomía
Helicia fue descrito por João de Loureiro y publicado en Flora Cochinchinensis 1: 83. 1790. La especie tipo es: Helicia cochinchinensis Lour. 

## Especies
- Helicia acutifolia, Sleumer
- Helicia albiflora, Sleumer
- Helicia amplifolia, Sleumer
- Helicia australasica, F.Muell.
- Helicia calocoma, D.Foreman
- Helicia glabriflora, F.Muell.
- Helicia grandifolia, Lecomte
- Helicia insularis, D.Foreman
- Helicia latifolia, C.T.White
- Helicia neglecta, Diels ex Sleum.
- Helicia peekelii, Lauterbach
- Helicia peltata, White
- Helicia polyosmoides, D.Foreman
- Helicia retusa, D.B.Foreman
- Helicia rostrata, D.Foreman
- Helicia shweliensis, W. Smith